# العلاقات الباكستانية الزيمبابوية
العلاقات الباكستانية الزيمبابوية هي العلاقات الثنائية التي تجمع بين باكستان وزيمبابوي. تربط الدولتين علاقات ثقافية وسياسية ملحوظة على أصعد وتجليات عدة مثل شروعهما في اتفاقيات دفاع مشترك والمشاركة فيها سابقاً. تعهدت الحكومة الباكستانية دائماً «بالوقوف إلى جانب زيمبابوي في الأوقات الصعبة ومواصلة تقديم المساعدة بكل طريقة ممكنة في محاولة لتوطيد العلاقات الودية بين البلدين.» لدى باكستان سفارة في العاصمة الزيمبابوية هراري.

## لمحة عامة
شارك البلدان منذ عام 1983 في التعاون العسكري والدفاعي المشترك. وقد تم تجديد هذا الاتفاق مجدداً عام 2007 حين بعثت باكستان بالعديد من الخبراء العسكريين رفيعي المستوى للمساعدة في تقوية وتدريب جيش نظام الرئيس روبرت موغابي. وكان من المقرر حينها أن يظل الخبراء في البلاد لمدة عامين اثنين مقابل أن يتقاضوا رواتبهم من الحكومة الزيمبابوية بالدولار الأمريكي.
ألقت السفيرة الباكستانية في زيمبابوي رفعت إقبال كلمة عام 2008 في احتفال بمناسبة الذكرى السنوية الأولى لرابطة الصداقة بين باكستان وزيمبابوي قائلةً أن «البلدين تمتعا بعلاقات ودية تميزت بالاحترام المتبادل ووجهات النظر المشتركة إزاء القضايا الهامة».
هنالك جالية باكستانية صغيرة من المغتربين تعيش في زيمبابوي كان قد تجاوز عددهم أكثر من 400 شخص عام 2005، ويتكون أعضاء هذه الجالية إلى حد كبير من المهنيين ورجال الأعمال والتجار. هذا بالإضافة إلى وجود عدد كبير من المواطنين الزيمبابويين ذوي الأصول الهندية ممن هاجروا من جنوب آسيا واستقروا في زيمبابوي، وهم ينتمون بالأصل إلى مناطق الهند التي أصبحت فيما بعد جزءاً من باكستان الحالية أو لديهم صلات عائلية من تلك المناطق.
ومن المعروف أن الرئيس محمد ضياء الحق أثناء تحدثه أمام تجمع صغير من أعضاء الجالية الباكستانية في زيمبابوي قد صرّح في غضون إلقاءه الضوء عن الصور النمطية تجاه الأفارقة بأنه لا ينبغي على مواطني بلاده باكستان أن ينساقوا وراء النظرات العنصرية إلى اللون الأسود للمواطنين لأن الزيمبابويون «طيبون في القلب!» على حد تعبيره.

## مقارنة بين البلدين
هذه مقارنة عامة ومرجعية للدولتين:
| وجه المقارنة                                              | باكستان                     | زيمبابوي |
| --------------------------------------------------------- | --------------------------- | --- |
| المساحة (كم2)                                             | 881.91 ألف                  | 390.76 ألف |
| عدد السكان (نسمة)                                         | 197.02 مليون                | 16.53 مليون |
| الكثافة السكانية (ن./كم²)                                 | 223.4                       | 42.3 |
| العاصمة                                                   | إسلام آباد                  | هراري |
| اللغة الرسمية                                             | لغة إنجليزية، اللغة الأردية | لغة إنجليزية، اللغة الشونا، النديبيلية الشمالية ‏، لغة الشيشيوا، Barwe ‏، Kalanga language ‏، Tshwa language ‏، النداو ‏، اللغة التسونجا، لغة الإشارة الزيمبابوية ‏، اللغة السوتية، تونغا ‏، اللغة التسوانية، اللغة الفيندية، اللغة الكوسية |
| العملة                                                    | روبية باكستانية             | دولار أمريكي |
| الناتج المحلي الإجمالي (بليون دولار)                      | 304.95 مليار                | 17.85 مليار |
| الناتج المحلي الإجمالي (تعادل القوة الشرائية) بليون دولار | 946.67 مليار                | 27.88 مليار |
| الناتج المحلي الإجمالي الاسمي للفرد دولار أمريكي          | 1.43 ألف                    | 924 |
| الناتج المحلي الإجمالي للفرد دولار أمريكي                 | 4.81 ألف                    | 1.79 ألف |
| مؤشر التنمية البشرية                                      | 0.538                       | 0.509 |
| رمز المكالمات الدولي                                      | +92                         | +263 |
| رمز الإنترنت                                              | .pk                         | .zw |
| المنطقة الزمنية                                           | ت ع م+05:00                 | ت ع م+02:00 |

## منظمات دولية مشتركة
يشترك البلدان في عضوية مجموعة من المنظمات الدولية، منها:
| علم المنظمة | اسم المنظمة                                                | تاريخ انضمام باكستان | تاريخ انضمام زيمبابوي |
| ----------- | ---------------------------------------------------------- | -------------------- | --------------------- |
|             | الأمم المتحدة                                              | 30 سبتمبر 1947       | 25 أغسطس 1980         |
|             | منظمة التجارة العالمية                                     | ?                    | ?                     |
|             | العملية المشتركة للاتحاد الأفريقي والأمم المتحدة في دارفور | ?                    | ?                     |
|             | منظمة الشرطة الجنائية الدولية                              | ?                    | ?                     |
|             | المركز الدولي لتسوية المنازعات الاستشارية                  | 15 أكتوبر 1966       | 19 يونيو 1994         |
|             | الاتحاد الدولي للاتصالات                                   | 26 أغسطس 1947        | 10 فبراير 1981        |
|             | الفريق المعني برصد الأرض                                   | ?                    | ?                     |
|             | البنك الدولي للإنشاء والتعمير                              | 11 يوليو 1950        | 29 سبتمبر 1980        |
|             | الاتحاد البريدي العالمي                                    | ?                    | ?                     |
|             | منظمة حظر الأسلحة الكيميائية                               | ?                    | ?                     |
|             | مؤسسة التمويل الدولية                                      | 20 يوليو 1956        | 29 سبتمبر 1980        |
|             | وكالة ضمان الاستثمار متعدد الأطراف                         | 12 أبريل 1988        | 10 أبريل 1992         |
|             | يونسكو                                                     | 14 سبتمبر 1949       | 22 سبتمبر 1980        |

## وصلات خارجية
- سفارة باكستان في زيمبابوي - وزارة الخارجية الباكستانية
- موقع وزارة الخارجية الباكستانية
- موقع وزارة الخارجية الزيمبابوية